# La Revue indépendante (1841-1848)
Ne doit pas être confondu avec La Revue indépendante (1884-1895).
La Revue indépendante est un périodique littéraire et politique français, fondé en 1841 à Paris et disparu en 1848.

## Histoire
Le premier numéro de La Revue indépendante est publiée à Paris par l'éditeur et philosophe Pierre Leroux, l'écrivain George Sand, et le critique d'art Louis Viardot en novembre 1841, à l'adresse du 16 de la rue des Saints-Pères. C'est un mensuel de près de 300 pages dont le programme est annoncé dès les premières pages ; il s'agit pour eux, entre autres, d'« en finir avec les dogmes » et de s'adresser aux politiques et aux créateurs, aussi bien ceux issus des écoles que les ouvriers. La première livraison publie d'ailleurs des poèmes d'ouvriers. Le support est donc ouvert aux idées socialistes dont Pierre Leroux est l'un des premiers théoriciens de ce siècle. La deuxième livraison ouvre même ses colonnes en décembre à un certain Jacques Dupré qui débat du communisme comme étant selon lui « la politique du panthéisme ». La revue s'occupe également de politique étrangère. Ce programme ne variera sensiblement pas durant les sept années de son existence. Louis Blanc est associé aux premiers numéros.
Sur la naissance de cette revue, un éclairage nous est apporté par un incident éditorial survenu entre Sand et l'éditeur François Buloz : celui-ci dirige la Revue des deux Mondes et le 3 octobre 1841, il écrit à George Sand : « Vous n’êtes pas communiste, j’espère ; du moins jusqu’à Horace, je n’en avais pas vu trace dans vos écrits. » Selon Buloz, ce roman développe des opinions trop avancées, pour les abonnés. Priée de réviser son texte, Sand refuse de le modifier. Pierre Leroux, dont elle est très proche à l’époque, s’élève contre une tentative de censure « absurde et déplorable ». Il conseille à l’écrivain de reprendre son manuscrit et projette de contourner Buloz en réalisant « une édition populaire » d’Horace. Puis l’ancien typographe fait les comptes, en conclut que l’affaire serait trop peu rentable et lance alors l’idée, plus ambitieuse, d’une revue concurrençant la Revue des deux Mondes sur son bord gauche : « Une Revue du même format que celle de Buloz, et paraissant comme la sienne tous les quinze jours ; philosophique, littéraire et politique comme la sienne, mais libre, et aussi franche et génère... », écrit-il à Sand. 
En décembre 1842, la revue devient bimensuelle, le succès est donc au rendez-vous, et à partir de janvier 1843, les noms des trois fondateurs disparaissent de la couverture et la revue contient un bulletin bibliographique, qui devient un supplément paginé séparément à partir de 1846, puis un autre supplément intitulé « annales des arts, des sciences et de l'industrie ». Début 1844, elle déménage au 63 rue de Richelieu.
Outre Horace (1842), George Sand y publie des textes comme l'épopée Kourroglou (1843) et utilise pour ses critiques divers pseudonymes dont celui de « Gustave Bonnin ».
En octobre 1845, les trois fondateurs se désintéressent de La Revue indépendante qu'ils jugent trop peu politique et s'en vont fonder La Revue sociale. 
En 1847, Pascal Duprat devient rédacteur en chef. La revue s'ouvre aux idées républicaines de façon de plus en plus affirmée. L'adresse change à la toute fin de l'année pour le 33 rue Jacob.
Le 24 février 1848, elle sort un numéro en urgence au moment même où la France est traversée par une série d'émeutes ouvrières, puis elle se saborde.
Aujourd'hui, la Revue Indépendante n'est publiée que sous format numérique et est gérée par le Syndicat des Journalistes et Ecrivains de Paris.